# Camenca (rajon)

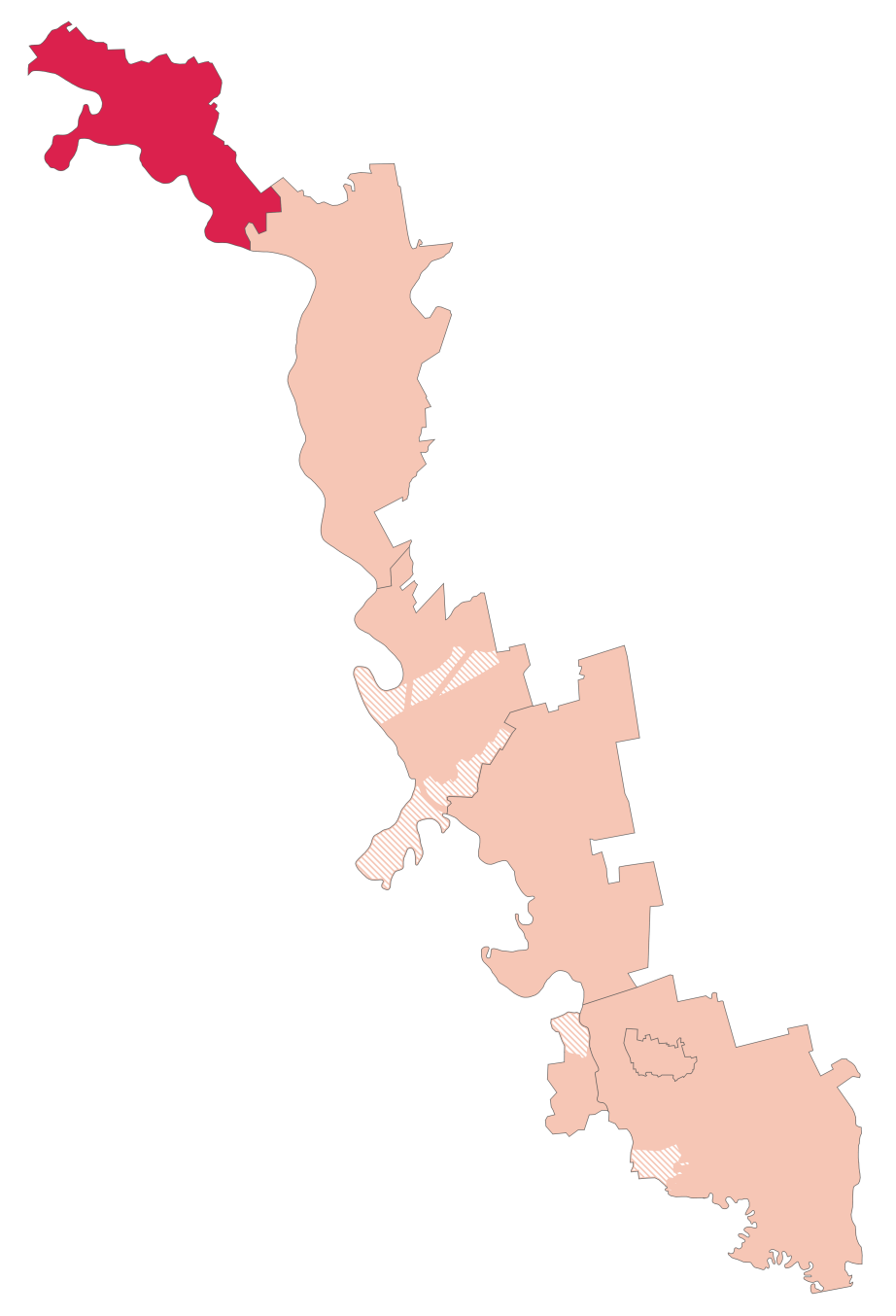
ligging in Transnistrië

Het rajon Camenca (Russisch: Каменский район, Kamienskij rajon; Roemeens: Raionul Camenca) is een rajon van Transnistrië. Het ligt aan de rivier Dnjestr. 